# Nezha Bidouaneová
Nezha Bidouaneová (* 18. září 1969 Rabat) je bývalá marocká atletka, dvojnásobná mistryně světa v běhu na 400 metrů překážek.

## Sportovní kariéra
Získala tři medaile v závodě na 400 metrů překážek na světových šampionátech – v Athénách v roce 1997 a v Edmontonu v roce 2001 zvítězila, v roce 1999 v Seville skončila druhá. V olympijském finále této trati v Sydney v roce 2000 vybojovala bronzovou medaili.

## Osobní rekordy
- 400 metrů – 51,67 (1998)
- 400 metrů překážek – 52,90 (1999)